# Jüdischer Friedhof (Přerov)
Koordinaten: 49° 26′ 40,4″ N, 17° 27′ 34,8″ O

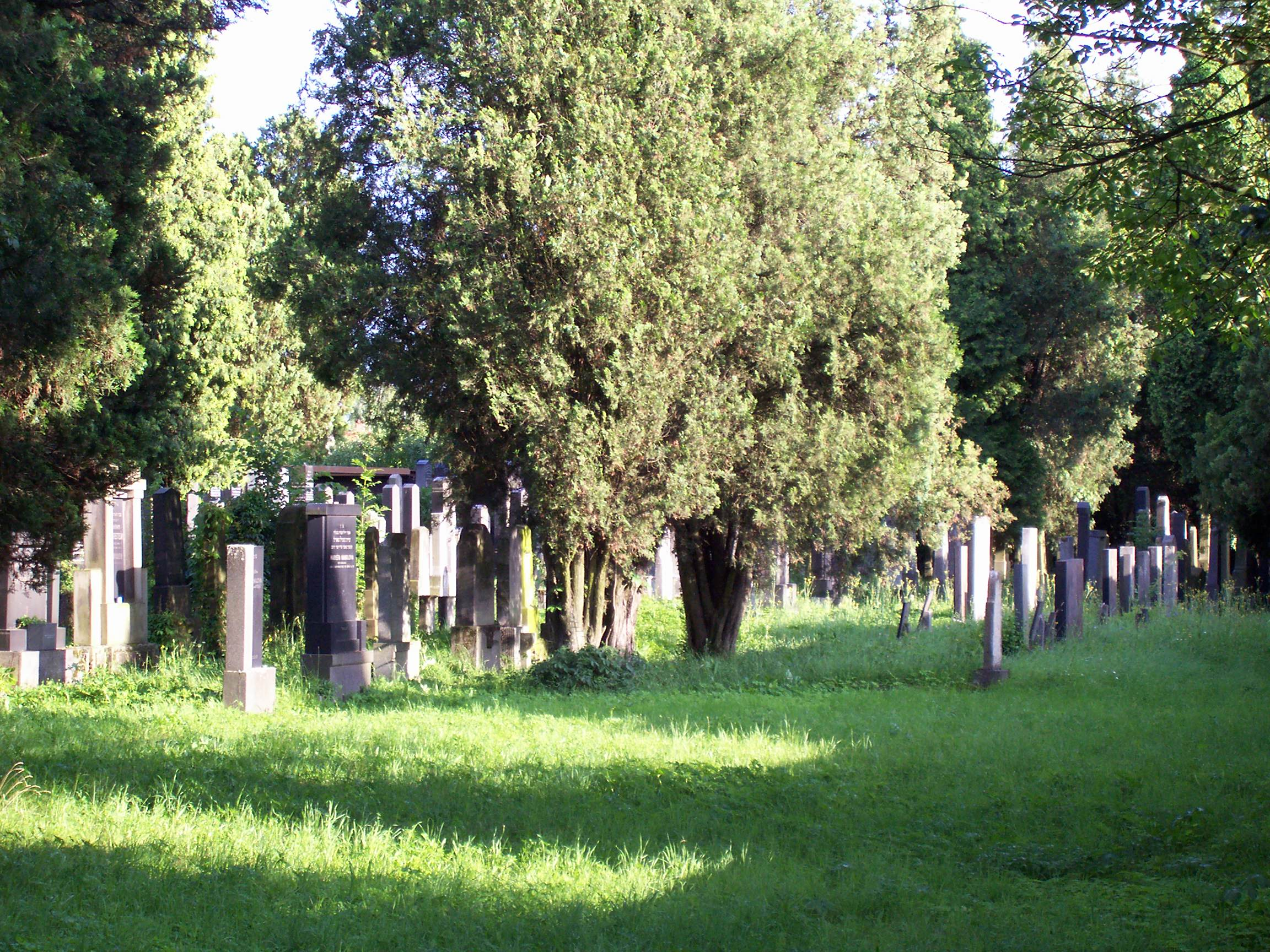
Der jüdische Friedhof in Přerov

Der Jüdische Friedhof Přerov ist ein Friedhof in Přerov (deutsch Prerau) im Okres Přerov in der Region Olomoucký kraj in Ost-Tschechien. Der jüdische Friedhof liegt am südöstlichen Stadtrand, südlich anschließend an den städtischen Friedhof. Über die Anzahl der Grabsteine liegen keine Angaben vor.

## Geschichte
Der Friedhof wurde im Jahr 1882 angelegt. Im Jahr 1956 wurden Grabsteine von einem älteren Friedhof hierher versetzt. Dieser wurde im gleichen Jahr zu einem kleinen Park umgestaltet.